# Бензоат аммония
Бензоа́т аммо́ния (бензойноки́слый аммо́ний, химическая формула — NH4(C6H5COO)) — органическая аммониевая соль бензойной кислоты.
При стандартных условиях, бензоат аммония — это бесцветные кристаллы, растворимые в воде.

## Физические свойства
Бензоат аммония образует бесцветные кристаллы, хорошо растворимые в воде и этаноле.

## Получение
Взаимодействие бензойной кислоты и раствора аммиака:
{\displaystyle {\mathsf {C_{6}H_{5}COOH+NH_{3}\cdot H_{2}O\ {\xrightarrow {}}\ NH_{4}(C_{6}H_{5}COO)+H_{2}O}}}

## Применение
- Антисептик;
- Консервант в пищевой промышленности;
- Ингибитор коррозии;
- Стабилизатор в производстве латексов и клеев.